# A Torre (Brión)
A Torre es una aldea española situada en la parroquia de Brión, del municipio de Brión, en la provincia de La Coruña, Galicia.

## Demografía
| Gráfica de evolución demográfica de A Torre entre 2000 y 2018         |
| Error de línea de tiempo. No se pudieron almacenar archivos de salida |
| Datos según el nomenclátor publicado por el INE.                      |